# Chippewa
Chippewa ali Čipeva ali tudi Očipva (Chippeway, Ojibwa, Ojibway, Ojibwe) je skupno ime za skupino plemen in band Algonquian Indijancev, ki so živeli na območju Velikih jezer v Kanadi in ZDA, natančneje v Minnesoti, Michiganu, Wisconsinu, Ontariu in Saskatchewanu. Indijanci Chippewa so eno od jezerskih plemen (Lake tribes), ob obalah Superiorja, območja, znanega po številnih riževih jezerih, ki so bila glavni vir hrane tamkajšnjim Algonquianom in tudi Siouxom. Za nadzor nad tem bogatim območjem so se nenehno bojevali. Na koncu so Čipeve, ko so v drugi polovici 17. stoletja dobili strelno orožje, pregnali vsa plemena Sioux, Fox in Šajene. Z orožjem so jih oskrbovali Francozi. Tako so okoli leta 1690 pregnali Foxe iz severnega Wisconsina, nato pa so se obrnili proti Siouxom in jih pregnali čez Mississippi. Del Čipev, ki so zasledovali Siouxe, je na koncu ostal na preriji. Tukaj, blizu gora "Turtle Mountains" v Severni Dakoti, so se utrdile njihove najzahodnejše bande. Danes jih poznamo kot Prerijske (Plains) Ojibwa, njihova kultura pa je postala prerijska. Ena skupina Čipev se je kasneje naselila v rezervatu Rocky Boy v Montani, ustanovljenem leta 1916, kjer danes živijo z Prerijskimi (Plains) Cree Indijanci. Preostanek plemena je ostal v rezervatu Turtle Mountain (ustanovljenem leta 1882).

## Ime
Besedi Chippewa in Ojibwa imata isti koren v pomenu to roast until puckered up, pražiti do nagubanosti, kot pravi Swanton, ali preprosteje gathering, in se nanašata na nagubane šive na mokasinah. Beseda ojib (puckered up; ki se pojavlja tudi v različicah Chippewa ali Otchipwe ali Ojibwa, odvisno od narečij, označuje nagubanost. Sami sebe imenujejo Anishinabe. Drugi nazivi zanje so Bungee, kot so jih imenovali ljudje podjetja Hudson Bay. Francozi so jih imenovali Cheveux-relevés, kar so Španci prevedli kot Cabellos realzados. Ime 'dolgolasi' obstaja pri Beaver ali Tsattine Indijancih, kar se v njihovem jeziku reče Bedzaqetcha, in pri Hareskinih ali Zajčjem Krznu Bedzietcho. Naziv Saulteaux se nanaša le na eno njihovo skupino, verjetno pa tudi huronski naziv Eskiaeronnon "ljudje slapov".
Chippewa se uporablja predvsem v ZDA, medtem ko se Ojibwa uporablja predvsem v Kanadi. V slovenščino bi se prevedlo kot Čipeva ali Očipva.

## Plemena in skupine (bande)
Od Chippewa se je skozi zgodovino ločilo več skupin, največji so: Missisauga in Nipissing ali 'Ljudstvo čarovnikov'. Chippewa in Cree Indijanci so danes razdeljeni na stotine band in tako imenovanih 'First Nations' in živijo razpršeni po južni Kanadi. Najzahodnejša Chippewa banda v Kanadi so Cold Lake iz Alberte in Saulteaux v Britanski Kolumbiji, vendar pomešani z Cree in Beaver Indijanci. Bando Saulteaux je okoli leta 1880 vodil poglavar Saulteaux. Po govoru so sorodni skupini iz Alberte. 
Lee Sultzman navaja bande iz 1650-ih let: Achiligouan, Amicoures, Amikouet (Amikwa, Amikouai), Auwause, Bawating, Chequamegon, Keweenaw, Kitchigami, Macomile, Malanas (ali gens de la Barbue; v sedanjem Bayfieldu, Wisconsin), Mantouek (Mantoue, Nantoüe), Marameg, Mackinac (Mikinac), Missisauga (Mississague, Missisaki, Tisagechroanu),Mundua, Nikikouek, Noquet (Nouquet, Nouket), Oumiusagai, Ouasouarini (Aouasanik, Ousouarini), Outchibou (Ouchipoe), Outchougai (Atchougue, Outchougi), Ouxeinacomigo in Saulteaux (Saulteur). 
Medtem ko so bili Očipve med letoma 1650 in 1685 skoncentrirani v bližini Mackinaške ožine, so jih Francozi imenovali Saulteur, nekatere skupine pa so očitno zamenjevali z Ottawami. Imeni Očipve in Čipeva sta se začeli uporabljati kasneje. Do leta 1800 je bilo pet skupin:
- Jugovzhodna skupina:

- vključevala je Mississaugo v južnem Ontariu, vasi Ojibvejev blizu Detroita in Saginaw, ki so zasedali vzhodno polovico spodnjega Michigana.
- Severna skupina:

- severni Ontario med severno obalo jezer Huron in Superior, na severu omejen z razvodnico med Velikimi jezeri in Hudsonovim zalivom, na zahodu pa z jezeroma Winnipeg in Manitoba.
- Skupina z Gornjega jezera:

-južna obala Gornjega jezera od Mackinaca čez zgornji Michigan in severni Wisconsin do izvirov reke St. Croix.
- Mississippi skupina:

-Minnesota severno od reke Minnesota.
- Prerijska skupina:

- dolina Rdeče reke in gorovje Želve v vzhodni Severni Dakoti, ki se proti zahodu razteza v Montano, Manitobo, Saskatchewan in Alberto.

## Etnografija
Struktura družbe
Čipeve govorijo sorodne dialekte kot Ottawa in Potawatomi. Imena klanov so nam znana za Ojibwe in Potawatome, vendar so za Ottawe izgubljena. Ta tri plemena so bila nekoč en narod, dediščina je pri njih patrilinearna in otrok pripada očetovemu klanu. -Morgan najde 23 eksogamnih klanov, to so:
- 1.	Ma'iingan (Volk).

- 2.	Makwa (Medved).

- 3.	Amik (Bober).

- 4.	Mishiikenh (Želva, Blatna; Blatna želva).

- 5.	Mikinaak (Želva, Grizoča; Želva, ki grize).

- 6.	Miskwaadesi (Želva, Mala; Mala želva).

- 7.	Adik (Severni jelen; Los).

- 8.	Jiwiiskwiiskiwe (Pobrežnik).

- 9.	Ajijaak (Žerjav).

- 10.	Gekek (Jastreb golobar).

- 11.	Omigizi (Beloglavi orel).

- 12.	Maang (Ponirek).

- 13.	Aan'aawenh (Srna).

- 14.	Zhiishiib (Raca).

- 15.	Ginebig (Kača).

- 16.	Wazhashk (Pižmovka).

- 17.	Waabizhesi (Kuna).

- 18.	Mooshka'oozi (Čaplja).

- 19.	Awaazisii (Bizonova glava).

- 20.	Namebin (Krap).

- 21.	Maanameg (Som)

- 22.	Name (Jeseter).

- 23.	Ginoozhe (Ščuka).

Podobna oblika zakona, kot jo najdemo pri Čipevih, je prisotna tudi pri bantu plemenu Chiga iz zahodne Ugande, pa tudi pri Fidžijcih in na otoku Nova Kaledonija. Lastnina in položaji se dedujejo znotraj rodu, zato je tudi prepovedana poroka znotraj rodu. A. R. Radcliffe-Brown v svoji Strukturi in Funkciji pojasnjuje, da je najbolj zaželen zakon med križnimi bratranci in sestrami, med katerimi vlada običaj 'šaljenja'. Ob srečanju moških ter stričevih sinov in hčera je treba zbegati sorodnike in celo govoriti najbolj vulgarne stvari. Po njihovem razumevanju je nepristojno in neotesano, če se ob srečanju križni bratranci in sestri ne šalijo, takšno vedenje ni korektno. 
Totemizem in šamanski obredi -Midewiwin
Po Warrenu, ki je bil tudi Čipeva, je njegovo pleme prvotno sestavljalo 5 glavnih klanov, iz katerih so kasneje izšli vsi ostali. Pet glavnih Warrenovih klanov so bili: Riba, Žerjav, Ponirek, Medved in Los. Iz Ribe so izšli klani Vodni duh, Som, Ščuka, Jeseter, Losos /iz Velikih jezer/ in riba-ščitonosec. Pri Morganu najdemo nekatere od teh klanov. Od Žerjava so nastali klani Orel in Kobac. Iz Ponirka so izšli Galeb, Morski vran in Divja gos. Od Medveda Volk in Ris in na koncu od Losa Kuna, Los in Bober. Različni avtorji v različnih časih in lokacijah najdejo serije klanov ptic, sesalcev in drugih. Mnogi od njih so izginili. Pri Chippewah se totemska žival, torej tista, po kateri klan nosi ime, lahko prosto ubija in je. Landes, ki je bil med Čipevami južne Kanade, od Čipeva-informanta izve, da je totemsko žival moč prosto loviti in da se totemska žival raje izpostavi puščicam lovcev svojega klana in prav zato je treba izgovoriti ime 'totema', preden se jo ustreli.
Pri Čipevih obstajajo verovanja v mnoge različne duhove, mitologija pa je bogata z zgodbami o mnogih kulturnih junakih. Šamanizem igra pomembno vlogo v njihovem življenju, sami šamani pa posedujejo mnoge moči. Sam ojibwa-jezik vsebuje mnoge besede, ki so vstopile v mnoge svetovne jezike in kot takšne postale znane po vsem svetu. Sama beseda 'totem', zelo dobro znana etnologom, pa tudi širši javnosti, je iz jezika ojibwa, ki se glasi ototeman. Njen pomen je 'sorodniki po maternici', kar so različni prevajalci iz strahu pred javnostjo neustrezno in netočno prevajali, med drugim tudi z 'sorodstvo po bratih in sestrah'. Sam totemizem je verovanje v izvor neke živalske ali rastlinske vrste. Pri različnih totemskih narodih se totemske živali ni smelo jesti niti ubiti. Za Ojibwe to ne velja, kot je že bilo pojasnjeno. Zanimivo je omeniti, da niti v klanu Iwi (Orel), pri Kadohadacho Indijancih, ki pripadajo jezikovnemu rodu Caddoan Indijancev in ki so prakticirali prepoved uživanja in ubijanja totemske živali, orel ni bil zaščiten s takšno prepovedjo ubijanja s strani članov svojega klana. Možen razlog bi lahko bil v perju, ki so ga Indijanci potrebovali za izdelavo nakita, vendar tudi to ni stoodstotno zanesljivo.
Kalumet, Čipeve ga imenujejo opwahgun, je pomemben pripomoček šamana, rdeči kamen 'katlinit', ki je v lasti Yanktonai Indijancev, imenujejo opwahgun-uhsin, in jim služi za izdelavo kamnitih glav pipe. Kalumet šaman uporablja v svojih obredih, kot so zahvale divjemu rižu "Zizania aquatica", najvišji vrač piha dimove čez lonce kuhanega riža. Tobak, ki ga uporabljajo za polnjenje pipe, se imenuje kinnikinnick in moški ga nosi v svoji tobačnici. Tobak je pomembna stvar v življenju Čipev in drugih plemen Indijancev. Žrtvuje se tudi duhovom, kot duhu Maymayguési, da bi ga podkupili, da bi ribičem dovolil ujeti ribe. Majhni duhovi Weeng, podobni vilincem, se lahko prikradejo človeku v tobačnico in ko jo ta vzame, da bi prižgal pipo, on pride ven in ga udari s kijem po glavi. Lovec nato zaspi.
Midewiwin
Tajno medicinsko društvo Midewiwin je danes razširjeno med Chippewami in njihovimi sorodniki, Potawatomi in Ottawa. Moči indijanskih šamanov so nepojasnljive. To ni znano samo pri Čipevih, ampak tudi pri drugih ameriških skupnostih, kot tudi pri šamanih po vsem svetu, v Sibiriji, Afriki in Avstraliji. Že Popol Vuh navaja ubijanje ljudi in nato njihovo ponovno oživljanje. Držanje razbeljenih predmetov v roki ali hoja po razbeljenem kamenju je razširjeno med več populacijami ameriških domorodcev. Tudi šaman Čipev je sposoben človeka zadeti s polževo hišico in ga ubiti ali prebuditi v življenje. Znano je, da lahko šamani Čipev ustvarijo ognjeno kroglo in jo med nevihto pošljejo prestopniku kot kazen ali grožnjo. Svojo pramater Čipeve v Midewiwinu, Me-suk-kum-me-go-kwa, prikazujejo kot starko ali kačo.

## Chippewa danes
V starem času so Čipeve sestavljale več kot 36.000 duš, največ v Ontariu (več kot 31.000), nato v Minnesoti (3.000) in v Quebecu (2.000). Bojeviti, odporni in žilavi, so se uspeli sprva upreti pritiskom drugih plemen, kasneje pa tudi prodoru Francozov in Angležev. Njihovo število očitno nikoli ni bilo manjše od 15.000 (1783. in 1794).
V 20. stoletju se je njihovo število nenehno povečevalo, tako da je leta 2000 znašalo 190.000, od tega 34.000 (Severna Dakota); 12.000 (Manitoba); 30.000 (Michigan); 60.000 (Minnesota); 6.000 (Montana); 41.000 (Ontario); 1.000 (Quebec) in 6.000 (Saskatchewan).
Danes v ZDA živijo v rezervatih Bay Mills, Isabella in Keweenaw Bay v Michiganu; Fon du Lac, Grand Portage, Leech Lake, Mille Lacs, Nett Lake, Red Lake in White Earth v Minnesoti; Rocky Boy's v Montani; in Turtle Mountain v Severni Dakoti. V Kanadi Čipeve živijo v številnih majhnih rezervatih in sicer 31 v Manitobi; 89 v Ontariu; 1 v Quebecu in 18 v Saskatchewanu ter po eden v Alberti in Britanski Kolumbiji.

## Vanjske poveznice
- 'Chippewa' entry from Hodge's Handbook
- Ojibwe History Arhivirano 19. veljače 2015. na Wayback Machine.
- Native Languages of the Americas: Chippewa (Ojibway, Anishinaabe, Ojibwa)
- Chippewa Indians
- Chippewa Indian History
- Early Life at Leech Lake